# Adam Winnicki (1908–1969)
Adam Winnicki ps. „Pazur” (ur. 19 grudnia 1908 w Busku, zm. 27 stycznia 1969 w Stargardzie Szczecińskim) – porucznik Wojska Polskiego, dowódca 11 kompanii, IV batalionu 1 Pułk Strzelców Podhalańskich AK.

## Życiorys
Adam Winnicki dzieciństwo spędził we Lwowie, gdzie zdał maturę w 1927 roku a następnie ukończył studia na Wydziale Leśnym Politechniki Lwowskiej w 1933 roku. W latach 1933–1934 odbywał służbę w 6. pułku artylerii ciężkiej (pac) we Lwowie.
W czasie kampanii wrześniowej brał udział w walkach 6 pac (jako zastępca dowódcy baterii) pod Przemyślem.
We wrześniu 1944 roku dołączył do IV batalionu 1 Pułku Strzelców Podhalańskich AK. Został mianowany dowódcą 11 kompanii batalionu. Został odznaczony srebrnym Krzyżem Zasługi z Mieczami rozkazem dziennym z dnia 20 stycznia 1945 Dowódcy Grupy Operacyjnej  „Śląsk Cieszyński” AK.
Pod koniec wojny został powołany w szeregi 2. Armii Wojska Polskiego. Służył w 67 pułku artylerii ciężkiej, a wiosną 1946 roku został zdemobilizowany.
Zamieszkał na Ziemiach Zachodnich, gdzie utrzymywał się z pracy leśnika.